# 山魔の如き嗤うもの
『山魔の如き嗤うもの』（やまんまのごときわらうもの）は、三津田信三による日本の推理小説・ホラー小説。刀城言耶シリーズの第4長編。
単行本は、2008年4月28日に原書房〈ミステリー・リーグ〉より書き下ろしで刊行された。文庫版は、2011年5月13日に講談社文庫より刊行された。装丁は、単行本がスタジオ・ギブ（川島進）、文庫版が坂野公一＋吉田友美（welle design）による。装画は単行本・文庫版ともに村田修が手がけている。
2009年度第9回本格ミステリ大賞（小説部門）の候補作となる。「本格ミステリ・ベスト10」2009年版（国内部門）1位、『ミステリが読みたい! 2009年版』（国内編）2位、『このミステリーがすごい!』（2009年、国内編）8位、「週刊文春ミステリーベスト10」（2008年、国内部門）7位など、各種ミステリ・ランキングで上位にランクインしている。
小説家の芦辺拓は「様々な魅力をたたえた傑作の1つ」と評価している。小説家の柴田よしきは「謎の提示にもその解き明かし方にも無駄がなく、しかも物足りなさを感じさせない作品」と評価している。

## あらすじ
1954年2月、靖美から「忌み山の一夜」という原稿が届く。それには、彼が成人参りの最中に不気味な山の中で赤ん坊の泣き声をきいたり、山女郎と思える老婆を見たりといった怪異や、乎山で立一とその家族が密室状態の家から消え去るという変事に遭遇したことなどが書かれていた。4月上旬、言耶は、靖美が遭遇した怪異や変事の謎を解くために奥戸へ向かう。奥戸に着いた言耶は力枚に、乎山とその中にある一つ家について伺う。翌朝、言耶と力枚は乎山を目指す。乎山の一つ家に着いた言耶と力枚は、密室と化した家の中で、頭部を燃やしながら倒れている立治を発見する。続いて、黒地蔵の祠の中で、黒い前掛けをつけた広治の惨殺屍体が発見される。
翌朝、行方不明になった力枚を探していた言耶は、六墓の穴で赤い前掛けとともに切断された力枚の遺体を見つける。続いて、鍛炭家で志摩子、団伍郎、春菊の3人が一度に殺害される。3人はそれぞれ青色、黄色、金色の前掛けをつけていた。言耶はショックを受けている立春から話をきき、鍛炭家での惨劇の様子を知る。言耶は調べものをするためにいったん東京に戻るが、奥戸に戻った彼は、数々の謎に対する自らの考えを述べ始める。

## 登場人物

### 楫取家の人々
楫取 力枚（かじとり りきひら）
楫取家の当主。長女は花子。次女は鷹子。三女は風子。
楫取 成子（かじとり しげこ）
力枚の妻。
楫取 将夫（かじとり まさお）
花子の婿養子。
楫取 月子（かじとり つきこ）
力枚の四女。平人と広治との間には奇妙な三角関係がある。

### 鍛炭家の人々
鍛炭 立治（かすみ たつじ）
鍛炭家の当主。鍛炭家の次男。先妻は咲枝。
鍛炭 志摩子（かすみ しまこ）
立治の後妻。
鍛炭 広治（かすみ こうじ）
三男。立治と志摩子の息子。兄の一治と長治は20年前に行方不明になっている。
鍛炭 団伍郎（かすみ だんごろう）
立治の父。
春菊（しゅんぎく）
立治の妾。
立春（たつはる）
立治と春菊の息子。
鍛炭 立一（かすみ たついち）
鍛炭家の長男。若いときに家を出て音信不通になっている。
鍛炭 セリ（かすみ セリ）
立一の後妻。
鍛炭 平人（かすみ ひらひと）
長男。立一と先妻の息子。
鍛炭 ユリ（かすみ ユリ）
長女。立一とセリの娘。
鍛炭 タツ（かすみ タツ）
セリの母。
鍛炭 立造（かすみ たつぞう）
鍛炭家の三男。20年前に行方不明になる。

### 郷木家の人々
郷木 靖美（ごうき のぶよし）
郷木家の四男。中学校の教師。
郷木 虎男（ごうき とらお）
靖美の父。
郷木 虎之助（ごうき とらのすけ）
靖美の祖父。
郷木 高志（ごうき たかし）
靖美の従兄。
郷木 梅子（ごうき うめこ）
靖美の祖母。

### 警察関係者
鬼無瀬（きなせ）
終下市（ついかいち）署の警部。
柴崎（しばさき）
終下市署の刑事。
谷藤（たにふじ）
終下市署の刑事。
熊谷（くまがい）
奥戸の駐在巡査。
大庭（おおば）
初戸の駐在巡査。

### その他の人々
日下部 園子（くさかべ そのこ）
靖美の幼馴染み。奥戸の竈石家に嫁入りする。
吉良内 立志（きらうち りっし）
山師。金鉱探しを仕事とする。
恵慶（えぎょう）
御籠り堂の修行者。僧侶。
胆武（たんぶ）
御籠り堂の修行者。巡礼者。
大信
安寧寺の僧侶。
駒潟（こまがた）
村医者。
刀城 言耶（とうじょう げんや）
作家。
刀城 牙升（とうじょう がじょう）
言耶の実父。
祖父江 偲（そふえ しの）
怪想舎の編集者。
田巻（たまき）
怪想舎の編集部長。
阿武隈川 烏（あぶくまがわ からす）
民間の民俗学者。

## 用語
神戸（ごうど）地方
媛首（ひめかみ）川源流域にある。棄老伝説が残る。東隣には渦原（うずはら）がある。
奥戸（くまど）
神戸地方の集落の1つ。初戸の北方に位置する。山梨県の隣県にある。
初戸（はど）
神戸地方の集落の1つ。
大垣戸（おおがいと）
奥戸への道程で通る駅。
山魔（やまんま）
神戸地方に伝わる化け物。山の中で呼びかけに対して返事をした者に物凄い嘲笑を浴びせるという。
六地蔵（むつじぞう）
奥戸の集落を取り囲むようにして祀られている地蔵。白地蔵、黒地蔵、赤地蔵、青地蔵、黄地蔵、金地蔵の6つ。金地蔵のそばに御籠り堂がある。
乎山（かなやま）
奥戸の中にある。古来より忌み山として畏怖されている。実は金山なのではないかという噂がある。山魔の住み処であるとされる。山魔の伝承は神戸地方のあちこちにあるが、その中心にあるのが乎山。
三山（みやま）
初戸に連なる山。眉山とも記される。姥捨て山の伝承がある。
臼山（うすやま）
麓に青地蔵がある。
六墓の穴（むつぼのあな）
金脈を探掘してできた6つの穴。
六壷の穴（むつぼのあな）
天然の穴。乎山や三山など周辺の5つの山々と通じているとされる。この穴の近くに鍛炭家は石塔を建立した。
怪想舎（かいそうしゃ）
神田の神保町にある紙魚園（しみぞの）ビルの一室に入っている。月刊誌『書斎の屍体』を発行。
『書斎の屍体』
探偵小説を扱う月刊誌。江川蘭子（えがわ らんこ）『血婚舎（ちこんしゃ）の花嫁』、東城雅哉（とうじょう まさや）『黒ん坊峠』などを掲載。
エリカ
神保町にある喫茶店。言耶と偲がよく打ち合わせに使う。